# Мій адвокат, містер Чо
Мій адвокат, містер Чо (кор. 동네변호사 조들호) — південнокорейський драматичний серіал що транслювався щопонеділка та щовівторка з 28 березня по 31 травня 2016 року на телеканалі KBS2. Серіал знятий за мотивами популярного в Кореї однойменного вебкоміксу, мав стабільно високі рейтинги весь час трансляції. Завдяки популярності серіалу серед глядачів, через три роки побачив світ другий сезон драми під назвою «Мій адвокат, містер Чо 2: Злочин і кара», головну роль в якому також виконав Пак Сін Ян.

## Сюжет
Чо Диль Хо талановитий юрист який побудував блискучу кар'єру в прокуратурі. До того ж він вдало одружився, його дружина едина донька голови великої та впливової юридичної фірми. Здається що з такою підтримкою, його і надалі чекає лише стрімке підвищення по службі, але його кар'єра миттєво рухнула. Випадково дізнавшись про корупційні зв'язки керівництва прокуратури з великим бізнесом, Диль Хо спробував діяти по закону, але його самого оговорили в хабарництві та з ганьбою звільнили з прокуратури. Впливовий тесть нічим не намагався допомогти зятю, а навіть змусив доньку розлучитися з чоловіком, таким чином Диль Хо одночасно опинився і без родини і без роботи. На додачу від нього одразу відвернулись всі друзі, і повністю залишившись без засобів до існування, він починає бомжувати. Змінила сітуацію випадкова зустріч з колишнім підслідним, ділом якого займався Диль Хо будучі прокурором. Розуміючі що так далі жити не можна, Диль Хо з допомогою колишнього гангстера відкриває маленьку адвокатську контору та починає допомагати звичайним людям що опинилися у тяжкій ситуації. З часом йому вдається згуртувати навколо себе невелику команду однодумців і повернути собі добре ім'я.

## Акторський склад

### Головні ролі
- Пак Сін Ян[en] — у ролі Чо Диль Хо[2]. Колишній прокурор який втратив майже все в житті, але не втратив віри в себе. Пробувши три роки на самому дні суспільства, він відкриває невелику адвокатську контору та починає захищати в суді пересічних людей.
- Кан Со Ра — у ролі Лі Ин Чжо[3]. Молода дівчина, раніше працювала в великій юридичній фірмі Ким Сан, але звільнилась та стала працювати спільно з Диль Хо.
- Рю Су Йон — у ролі Сін Чі Ука. Прокурор, колишній друг Диль Хо.
- Пак Соль Мі[en] — у ролі Чан Ха Гьон. Колишня дружина Диль Хо, адвокат.

### Другорядні ролі

#### Юридична фірмаКим Сан
- Кан Сін Іль[en] — у ролі Чан Сін У. Президент юридичної фірми Ким Сан, батько Чан Ха Гьон.
- Чо Хан Чхоль — у ролі Кім Тхе Чона. Один з адвокатів фірми

#### Адвокатська контора Диль Хо
- Хван Сок Чон[en] — у ролі Хван Е Ри.
- Пак Вон Сан[en] — у ролі Пе Те Су. Колишній гангстер.
- Кім Дон Чжун[en] — у ролі Кім Ю Сін.

#### Інші
- Кім Кап Су[en] — у ролі Сін Йон Іля. Головний прокурор центрального округу Сеула, батько Сін Чі Ука.
- Хо Чон Ин[en] — у ролі Чо Сиу Бін. Донька Диль Хо.
- Чан Вон Чхун — у ролі Чан Гим Мо. Голова великої компанії, корупционер якого Диль Хо намагається вивести на чисту воду.

## Рейтинги
- Найнижчі рейтинги позначені синім кольором, а найвищі — червоним кольором.

| Серія            | Прем'єра         | Рейтинг        | Рейтинг      | Рейтинг        | Рейтинг     |
| Серія            | Прем'єра         | TNmS Ratings   | TNmS Ratings | AGB Nielsen    | AGB Nielsen |
| Серія            | Прем'єра         | По всій країні | Сеул         | По Всій країні | Сеул        |
| ---------------- | ---------------- | -------------- | ------------ | -------------- | ----------- |
| 1                | 28 березня 2016  | 8,6%           | 8,5%         | 10,1%          | 11%         |
| 2                | 29 березня 2016  | 10,5 %         | 10,9 %       | 11,4 %         | 12,5 %      |
| 3                | 4 квітня 2016    | 9,2 %          | 9,6 %        | 10,9 %         | 11,6 %      |
| 4                | 5 квітня 2016    | 9,6 %          | 10,7 %       | 11,3 %         | 11,6 %      |
| 5                | 11 квітня 2016   | 9,6 %          | 10,2 %       | 12,3 %         | 13,2 %      |
| 6                | 12 квітня 2016   | 11 %           | 10,7 %       | 12,4 %         | 12,7 %      |
| 7                | 18 квітня 2016   | 10,6 %         | 11,7 %       | 12,6 %         | 14,3 %      |
| 8                | 19 квітня 2016   | 11.4 %         | 12,1 %       | 12,1 %         | 12,8 %      |
| 9                | 25 квітня 2016   | 10 %           | 10,6 %       | 12,7 %         | 13,9 %      |
| 10               | 26 квітня 2016   | 10,1 %         | 11,7 %       | 12,6 %         | 13,5 %      |
| 11               | 2 травня 2016    | 9,6 %          | 11,1 %       | 11 %           | 11,6 %      |
| 12               | 3 травня 2016    | 10,6 %         | 11,2 %       | 11,8 %         | 12,8 %      |
| 13               | 9 травня 2016    | 10,5 %         | 11,9 %       | 11,8 %         | 12,7 %      |
| 14               | 10 травня 2016   | 11,3 %         | 12,4 %       | 14,1 %         | 15,5 %      |
| 15               | 16 травня 2016   | 11,8 %         | 12,5 %       | 14,1 %         | 15,3 %      |
| 16               | 17 травня 2016   | 12,7 %         | 13,5 %       | 15,3 %         | 16,5 %      |
| 17               | 23 травня 2016   | 11,6 %         | 12,1 %       | 14 %           | 15,1 %      |
| 18               | 24 травня 2016   | 12,5 %         | 12,5 %       | 15,5 %         | 16,4 %      |
| 19               | 30 травня 2016   | 13,2 %         | 14 %         | 14,2 %         | 15 %        |
| 20               | 31 травня 2016   | 14,1%          | 14,8%        | 17,3%          | 18,6%       |
| Середній рейтинг | Середній рейтинг | 10,9%          | 11,6%        | 12,9%          | 13,8%       |

## Нагороди
| Рік  | Нагорода               | Категорія                               | Отримувач  | Результат | Примітки |
| ---- | ---------------------- | --------------------------------------- | ---------- | --------- | -------- |
| 2016 | 30-та Премія KBS драма | Нагорода за високу майстерність (актор) | Пак Сін Ян | Перемога  | [ 5 ]    |
| 2016 | 30-та Премія KBS драма | Краща юна акторка                       | Хо Чон Ин  | Перемога  | [ 5 ]    |